# Ysabel (A-06)
Ysabel (A-06) je transportní loď typu Ro-Ro španělského námořnictva. Jde o upravenou civilní loď Galicia. Ve službě je od roku 2021.

## Stavba

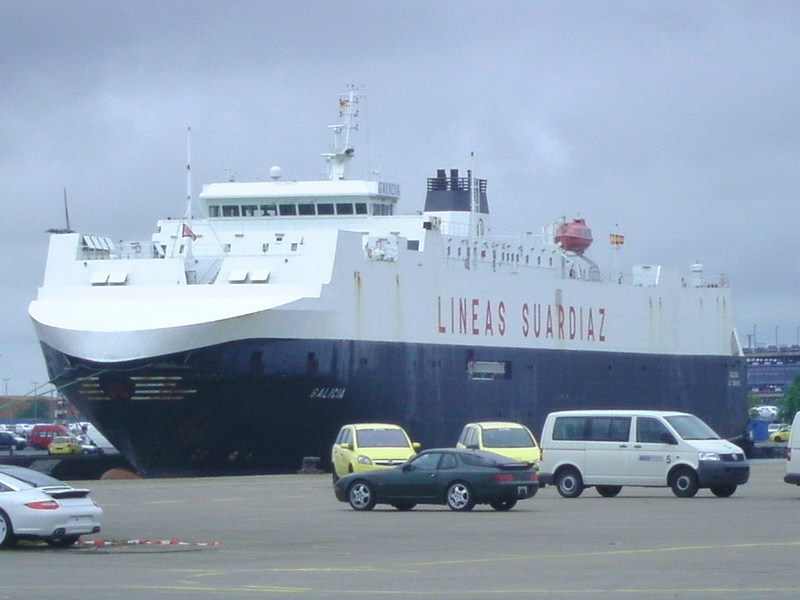
Galicia

Původně se jednalo o civilní loď pro přepravu vozidel Galicia. Postavila ji španělská loděnice Hijos de J. Barreras ve Vigu. Kýl byl založen 21. března 2003 a na vodu bylo plavidlo spuštěno 24. září 2003. Od roku 2004 jej provozovala španělská společnost Suardiaz. Španělské námořnictvo ji od společnosti Suardiaz koupilo v srpnu 2020 za 7,5 miliónů Euro. Urgentně totiž potřebovalo náhradu za transportní lodě El Camino Español (A05) a Martín Posadillo (A04), vyřazené v letech 2019 a 2020. Ysabel má více než dvojnásobnou kapacitu, než obě tato plavidla dohromady. Následně byly ve Vigu provedeny úpravy pro nasazení plavidla v rámci vojenského námořnictva. Kvůli nízkému rozpočtu nebyly tyto úpravy nijak rozsáhlé. Plavidlo bylo do služby přijato 2. června 2021 s novým jménem Ysabel (A-06).

## Konstrukce
Plavidlo pojme až 4 225 t nákladu. Původně mělo plavidlo sedm palub pro náklad, ale jedna byla odstraněna v rámci úprav pro námořnictvo. Pojme až 1404 vozidel, nebo 110 přívěsů o hmotnosti 32–54 tun. Plavidlo je vybaveno přistávací plochou pro vrtulník, kterému může poskytovat palivo. Pohonný systém tvoří dva diesely Wärtsila 9L32 o výkonu 11 258 hp, pohánějící dva lodní šrouby. Nejvyšší rychlost dosahuje 15 uzlů. Dosah je 7 200 námořních mil.

## Služba
V dubnu 2022 plavidlo Ysabel dopravilo do Polska náklad zbraní pro Ukrajinu bránící se ruské invazi.